# Guerre ottomano-moldave
Le guerre ottomano-moldave comprendono un insieme di conflitti, consumatisi nel volgere di un secolo circa, tra il principato di Moldavia e l'Impero ottomano, terminati al principio del XVI secolo con il vassallaggio della Moldavia nei confronti di Istanbul.
Parte attiva nel conflitto venne svolta dal medievale Regno d'Ungheria, potenza europea in prima linea nella lotta contro i turchi dopo la caduta di Costantinopoli (1453), di cui la Moldavia era stata originariamente un potente alleato.

## I primi scontri

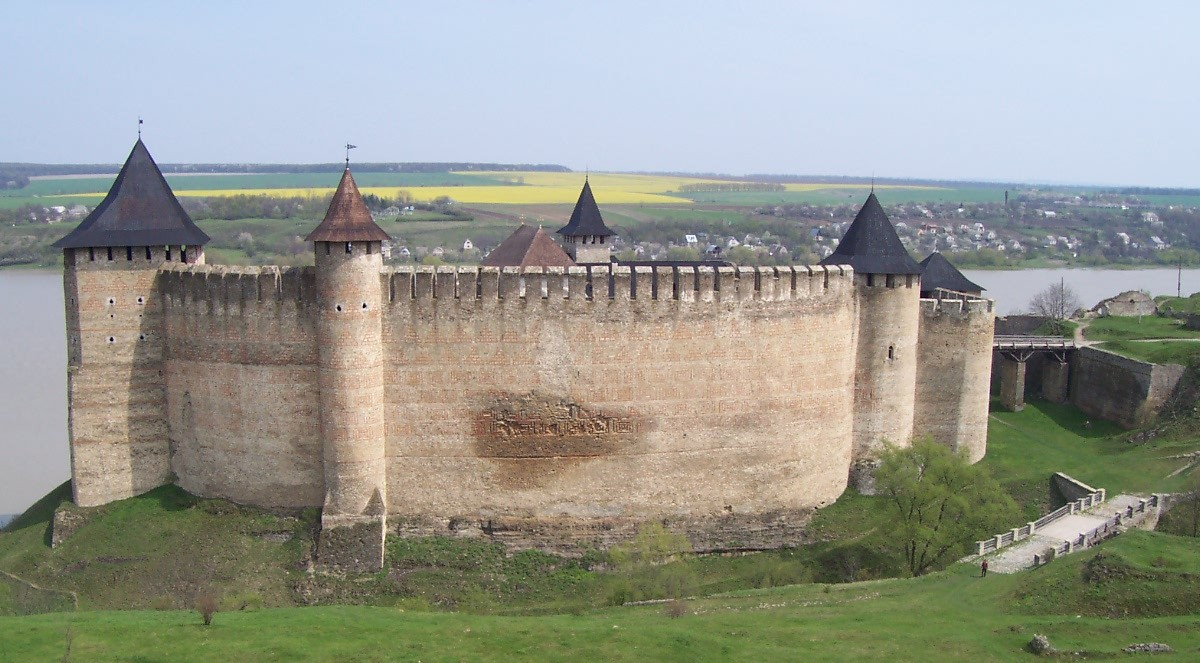
La fortezza di Hotin.

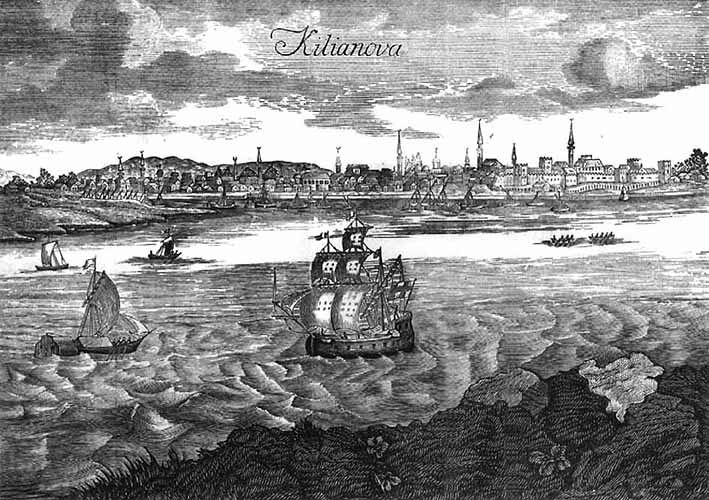
Il porto fortificato di Chilia, XV secolo.

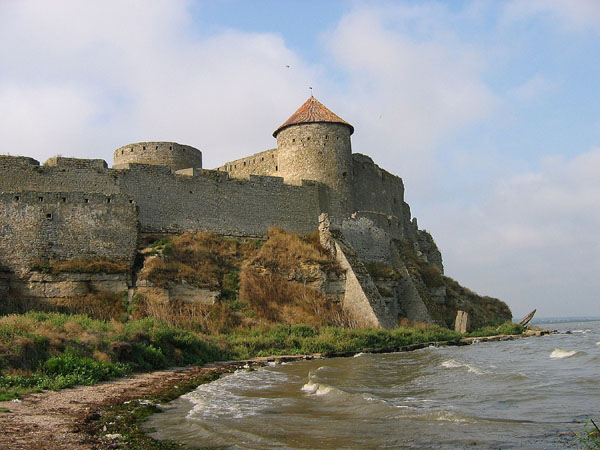
La fortezza costiera di Akkerman.

Il primo scontro documentato tra gli ottomani e i moldavi occorse durante il regno del voivoda (principe) Alexandru cel Bun, quando le armate del sultano Maometto I (1413-21) cercarono, fallendo, di conquistare il prezioso porto fortificato di Chilia, sul mar Nero (1420).
Appare chiaro che causa scatenante del conflitto ottomano-moldavo fu primariamente il bisogno da parte del sultano di garantirsi il controllo sui porti settentrionali del mar Nero per meglio gestire le operazioni di radicamento sul suolo europeo.
La crescente minaccia ottomana spinse la Moldavia, tradizionalmente vassalla dell'Ungheria, a cercare l'aiuto del potente Regno di Polonia. La svolta si concretizzò, nel 1439, con il rifiuto da parte del re polacco Jogaila a smembrare la Moldavia tra Polonia e Ungheria come richiesto dal sovrano ungherese, Sigismondo di Lussemburgo: i moldavi combattevano ormai per il polacchi contro i turchi.
Nel 1444, i moldavi si schierarono al fianco di Ladislao III di Polonia nella disastrosa battaglia di Varna. La situazione di crescente instabilità del trono moldavo, sotto il voivoda Petru III Aron, costrinse da una parte il voivodato a pagare un tributo alla Sublime porta e dall'altro riportò il regno sotto l'influenza dell'Ungheria retta dal capitano Giovanni Hunyadi.

## L'apogeo del conflitto: il regno di Ștefan III cel Mare

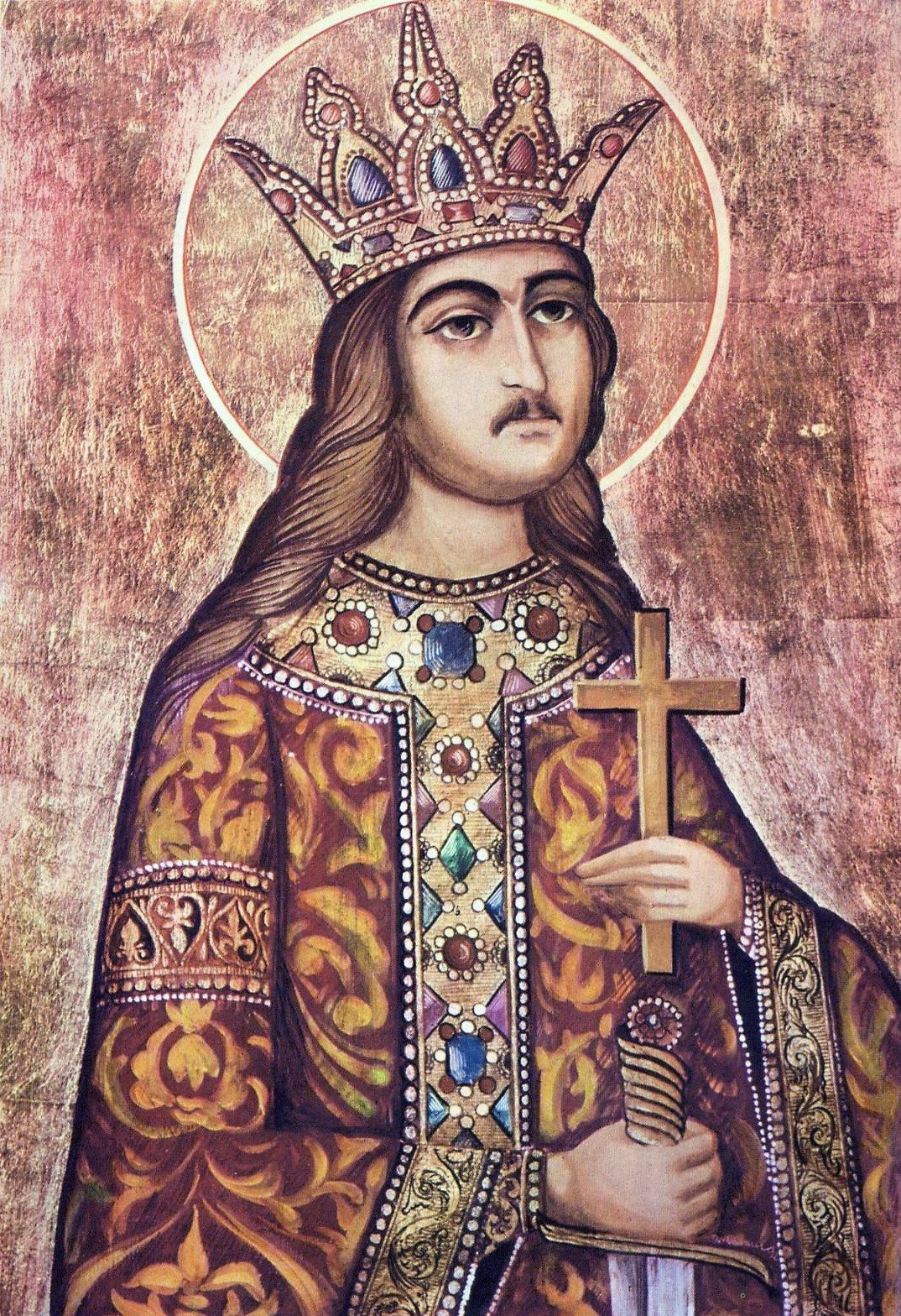
Ștefan III cel Mare di Moldavia.

Rientrato in possesso delle preziose fortezze di Chilia (1465) e Hotin (1466), il voivoda Ștefan III cel Mare, successore di Petru III Aron, si era sistematicamente rafforzato nel suo dominio. Il sovrano d'Ungheria, Mattia Corvino, gli aveva mosso guerra nel 1467 ma, sconfitto nella battaglia di Baia, aveva siglato un accordo di pace. L'ungherese, come già aveva fatto a suo tempo il padre Giovanni Hunyadi, decise infatti di sfruttare il rinato potere della Moldavia per indebolire la frontiera settentrionale dell'Impero ottomano in Europa.
Appoggiato dagli ungheresi, Ștefan aprì le ostilità con la Sublime porta stroncando nel 1470 una scorreria dei tartari alleati di Istanbul (battaglia di Lipnic) e nel 1471 intervenendo nel principato di Valacchia contro il voivoda Radu III cel Frumos, vassallo del sultano Maometto II. Temporaneamente distratto dalla vittoriosa rivolta dei serbi di Vuk Branković, appoggiato da Mattia Corvino, Maometto II poté concentrarsi sulla Moldavia solo a partire dal 1474 ma nel 1475 le truppe ottomane vennero sconfitte da Ștefan nella battaglia di Vaslui. Nel 1476, fu Ștefan ad essere sconfitto nella battaglia di Valea Albă ma, fallito l'assedio di Cetatea Neamțului, i turchi furono costretti a ritirarsi causa pestilenza. Mentre richiedeva inutilmente aiuti ai sovrani europei per la crociata, Ștefan si assicurò il controllo sulla Valacchia installandovi un voivoda fidato, Basarab III Laiotă cel Bătrân.
Mentre gli ungheresi impegnavano in campo aperto Maometto II (1479-1481), Ștefan cel Mare si preparava per un nuovo attacco diretto contro il sultano Bayezid II (1481-1512). Nel 1482 tornò a intervenire in Valacchia, sostituendo il filo-turco Basarab IV Țepeluș cel Tânăr con Vlad Călugărul. I turchi risposero conquistando Chilia e Akkerman, tentando poi di stroncare in campo aperto Ștefan nella battaglia di Cătlăbuga (16 novembre 1485) e nuovamente nella battaglia di Șcheia (marzo 1486), entrambe vittoriose per i moldavi.

## Conclusione
Al volgere del XV secolo, il crescente potere degli Jagelloni nell'Europa Centrale spinse la Moldavia ad accettare il vassallaggio turco pur di garantirsi autonomia dalla Polonia.
Inizialmente alleatosi a Ștefan cel Mare per una crociata anti-turca (1495), Giovanni I Alberto di Polonia finì infatti con il muovere guerra alla Moldavia nel 1497 (vedi guerra polacco-moldava), spingendo Ștefan nelle braccia di Bayezid II con cui il moldavo siglò un accordo di pace nel 1503. L'erede di Ștefan, Bogdan III cel Orb, ebbe del pari rapporti tesi con lo Jagellone Sigismondo I di Polonia e rinnovò l'alleanza con i turchi del sultano Selim I (1512-1520) per cautelarsi contro possibili invasioni da parte dei tartari.
A partire dal 1504, la Moldavia accettò la sudditanza politica nei confronti dell'Impero ottomano. Conflitti tra i moldavi e i turchi continuarono però fino al XIX secolo, garantendo al paese brevi parentesi di indipendenza.